# Rakiura Track
Der Rakiura Track ist ein 29 km langer Wanderweg auf der Insel Stewart Island in Neuseeland. Er ist einer der Great Walks. Der Pfad folgt zu großen Teilen der Küste und passiert dabei kleine Meeresarme, große Buchten und Schlammflächen. Danach durchquert er in seinem mittleren Teil steile, mit Busch bewachsene Hügel.
Der Weg liegt im Rakiura National Park und kann in einer Zeit zwischen einem und drei Tagen absolviert werden. Am Pfad gibt es zwei Hütten mit jeweils 24 Betten bei Port William und am Nordarm des Paterson Inlet/Whaka a Te Wera, in denen viele Wanderer übernachten.
Große Teile des Weges sind als Bohlenwege gestaltet, auf denen als Gleitschutz Maschendraht angebracht ist. An wenigen Stellen fehlen diese boardwalks, dort versinkt der Pfad wegen der großen Regenmenge auf Stewart Island oft im Schlamm.
Insgesamt ist der Pfad in einem guten Zustand und hat einfachen bis mittleren Schwierigkeitsgrad. Die angegebene Länge von 29 km umfasst nicht die mehrere Kilometer lange Abschnitte befestigter Straße am Anfang und Ende des Track bei der Half Moon Bay.
Die beiden Schutzhütten sind auch mit Feuerholz ausgestattet. Dieses wird oft mit dem Hubschrauber eingeflogen, da Straßen fehlen und die Besucher nicht selbst Bäume fällen sollen.

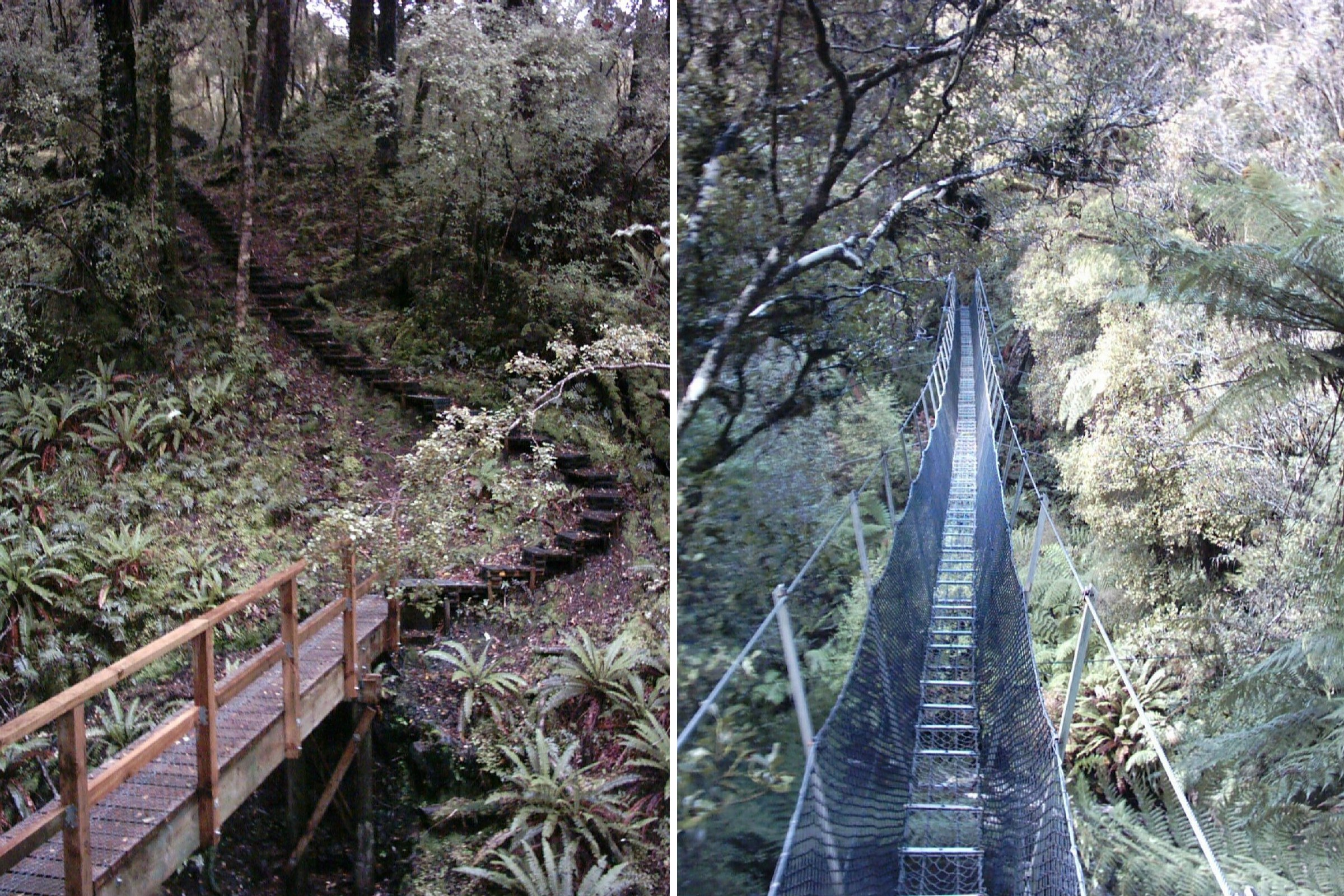
Teil des Tracks durch den Busch, hervorragend ausgebaut
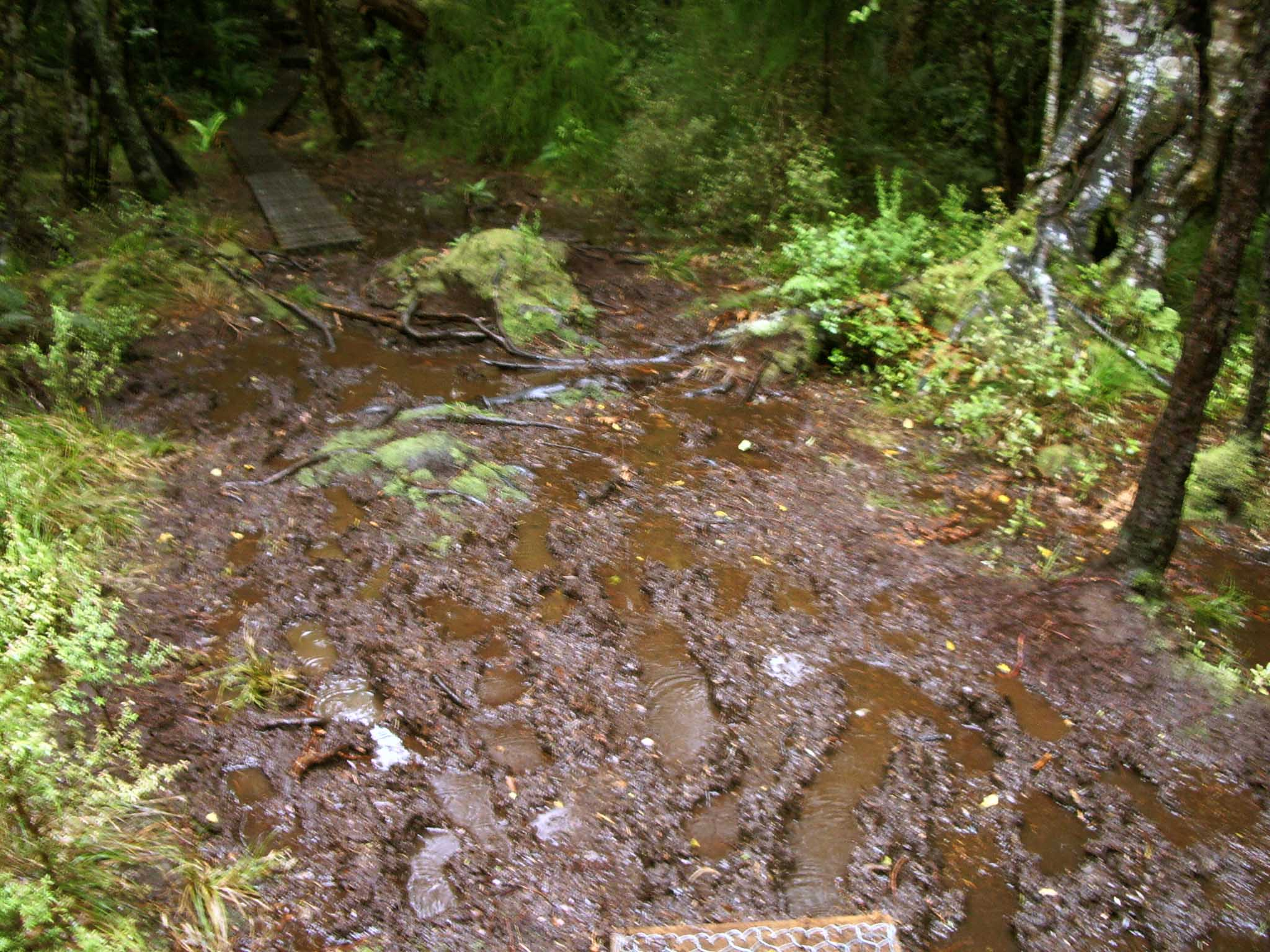
An Stellen ohne Bohlenwege versinkt der Pfad meist im Schlamm
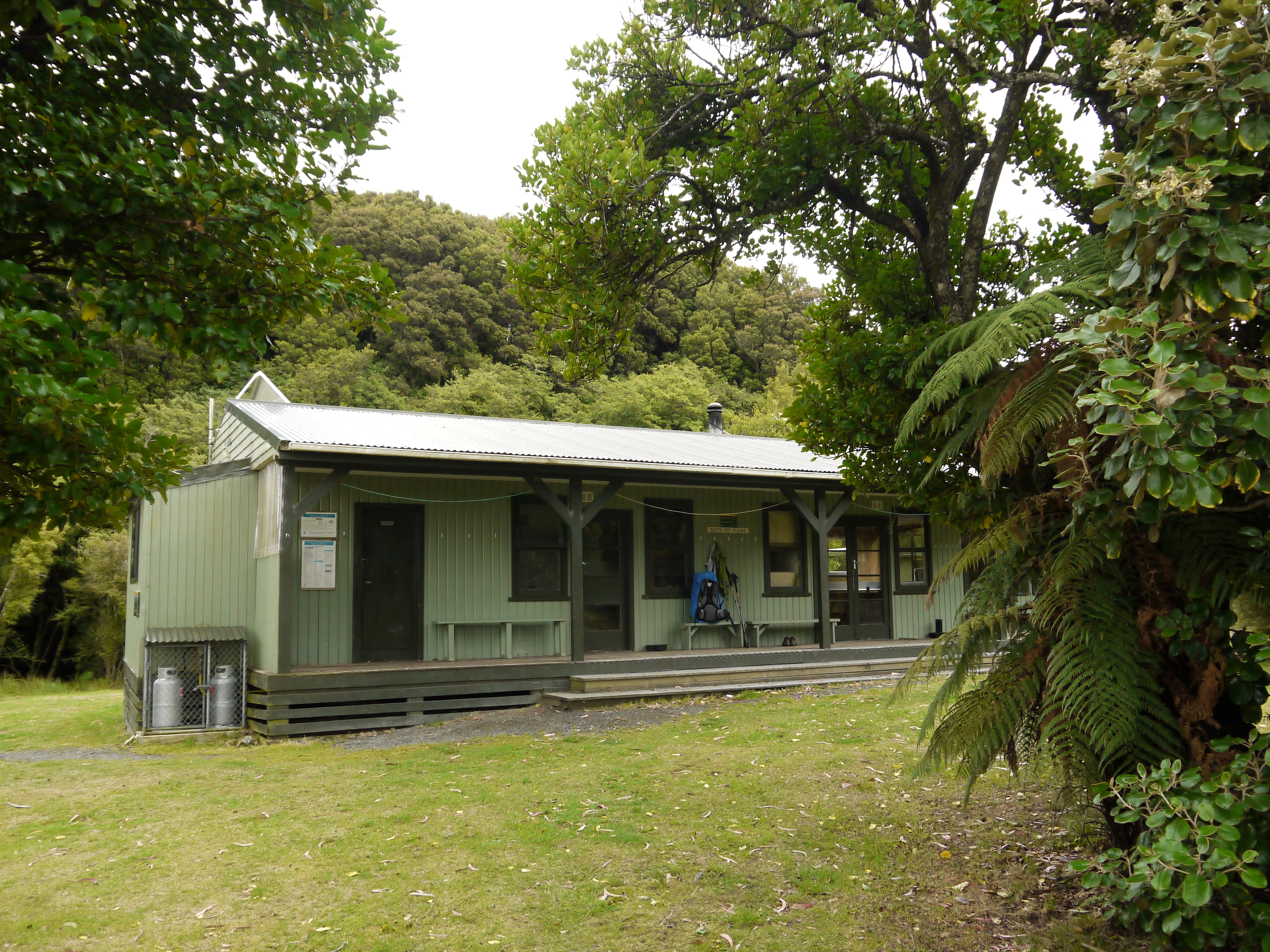
Die Port William Hut
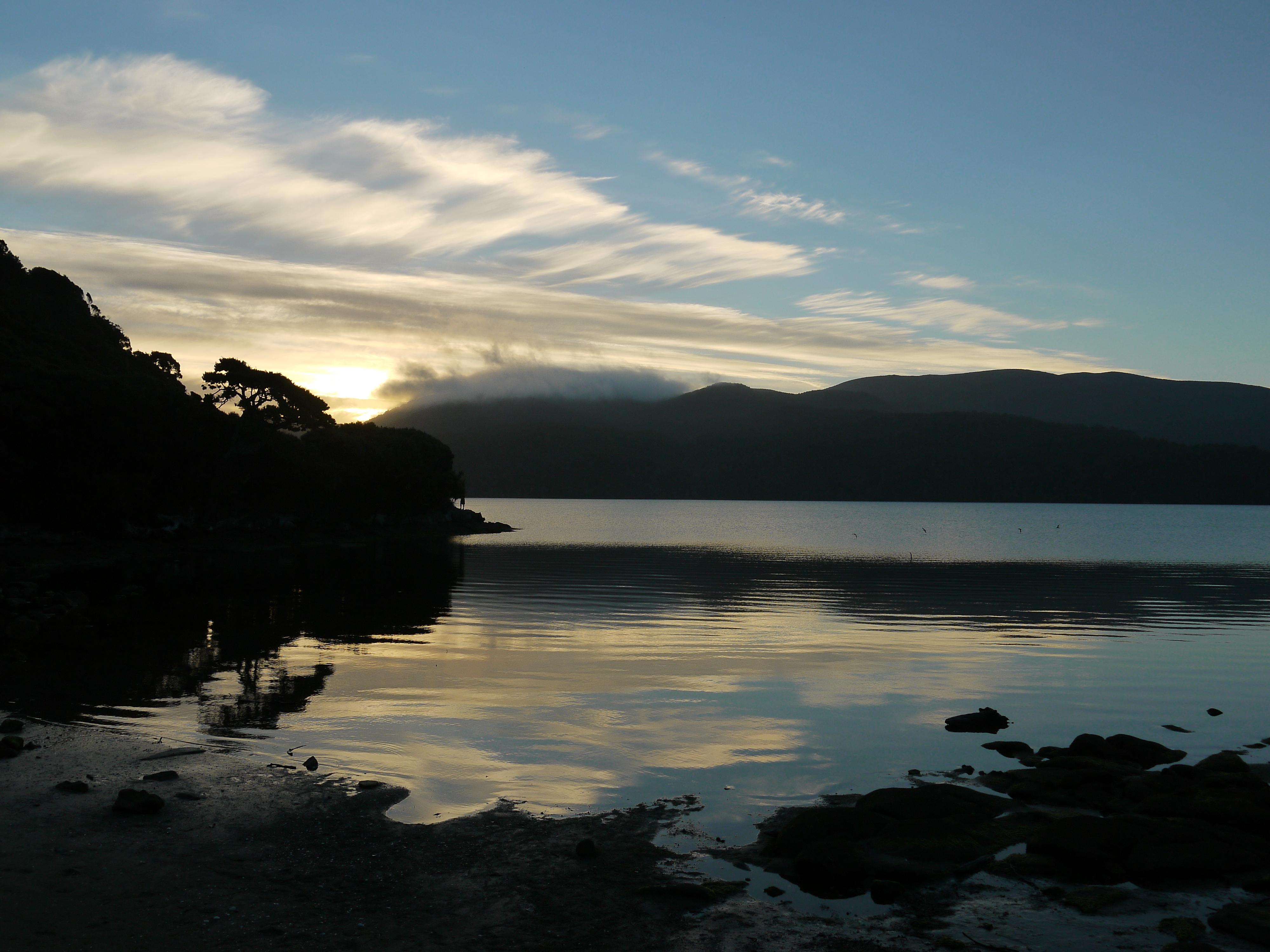
Sonnenuntergang am Nordarm des Paterson Inlet/Whaka a Te Wera